# Dolina Białej Łaby

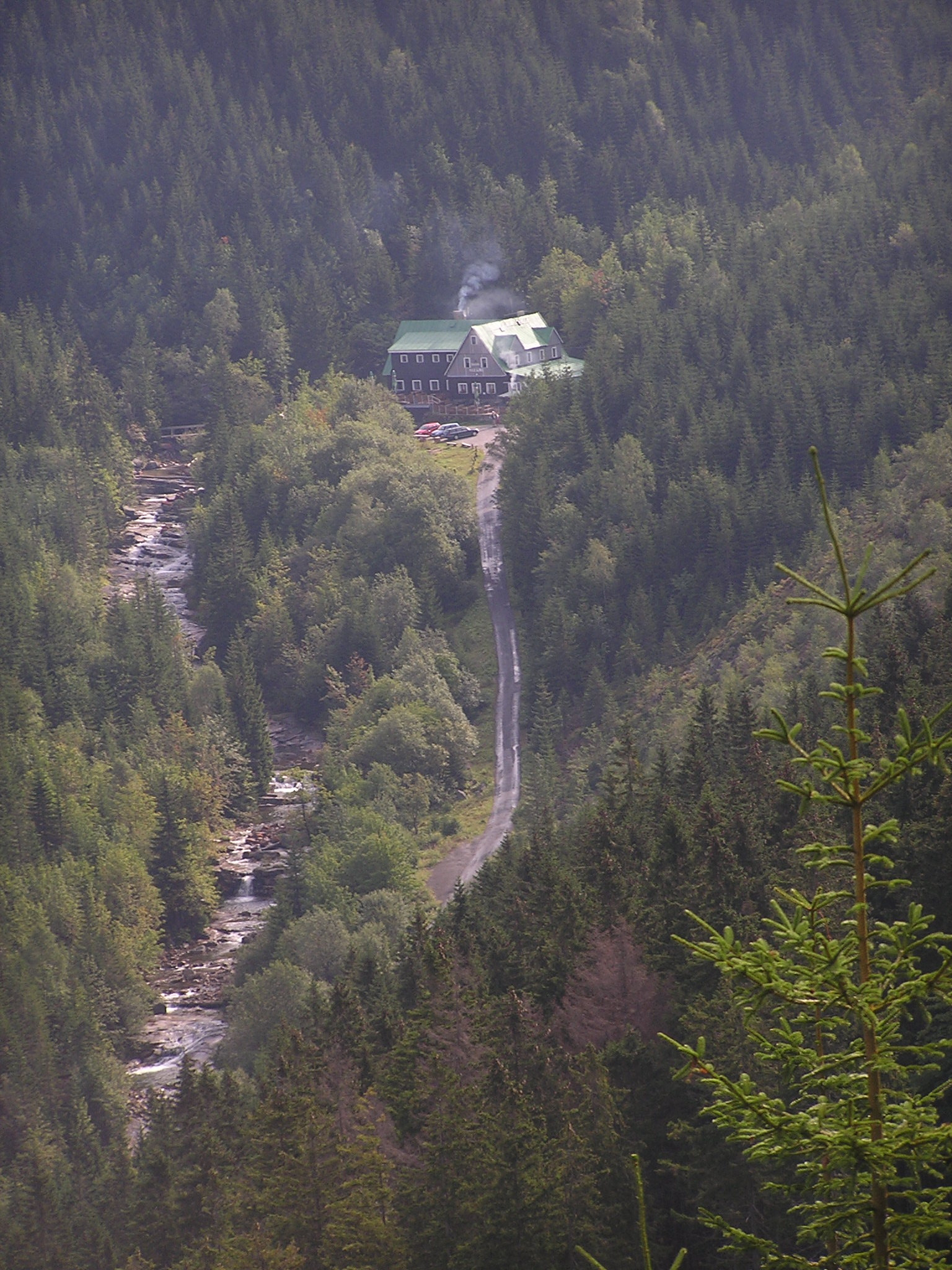
Dolina Białej Łaby i schronisko U Bílého Labe

Dolina Białej Łaby (czes. Důl Bílého Labe) – dolina polodowcowa w Sudetach Zachodnich, w czeskiej części pasma Karkonoszy.

## Położenie
Dolina położona jest po czeskiej stronie Karkonoszy na południe od Smogorni, Tępego Szczytu, Małego Szyszaka i Przełęczy Karkonoskiej, między Śląskim Grzbietem od północy i Czeskim Grzbietem od południa, na obszarze czeskiego Karkonoskiego Parku Narodowego (czes. Krkonošský národní park, KRNAP)

## Charakterystyka
Dolina Białej Łaby to dzika dolina pochodzenia lodowcowego o długości ok. 7 km. Ciągnie się od Białej Łąki (Bílá louka) na wschodzie do rozdroża Dziewczęcy Mostek (U dívčí lávky) na zachodzie, gdzie łączy się z Doliną Łaby. Dolny odcinek doliny obramowany jest urwiskami Małego Szyszaka (Mali Šišák) oraz Srebrnego Grzbietu (Stříbrný hřbet) od północy i Kozich Grzbietów (Kozí hřbety) od południa. Płynąca nią na zachód Biała Łaba tworzy kaskady i małe wodospady.

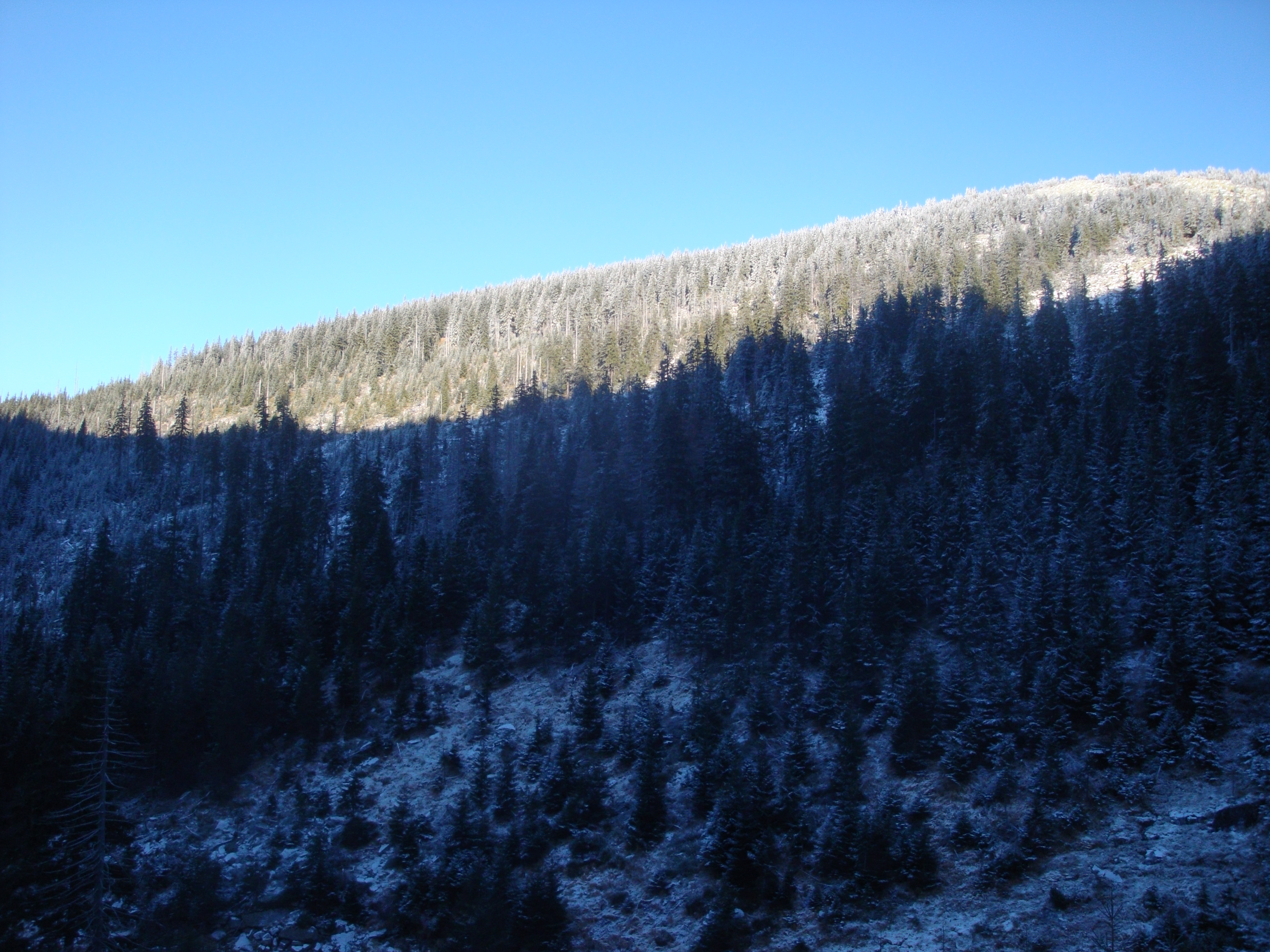
Widok na Dolinę Białej Łaby z Koziego Grzbietu

## Geologia
Dnem doliny przebiega granica pomiędzy skałami granitowymi na północy a gnejsowymi na południu, czyli między masywem karkonoskim a metamorfikiem południowych Karkonoszy.

## Zagospodarowanie
W dolinie, na Białej Łabie i jej dopływach, znajdują się budowle zaporowe (tamy) z początków XX wieku.

## Turystyka
W środkowej części doliny znajduje się schronisko U Bílého Labe. Powyżej wschodniego krańca doliny, na Równi pod Śnieżką stoi schronisko Luční bouda.
- Przez całą dolinę prowadzi jeden z najstarszych szlaków turystycznych,   niebieski tzw. Szlak Webera, prowadzący z Przełęczy pod Śnieżką przez U dívčí lávky do źródeł Łaby. Jest on zamykany na zimę z powodu niebezpieczeństwa lawin. Dolinę udostępniono turystom w 1892.

- Zboczami dolnej części doliny biegnie   żółty szlak ze Szpindlerowego Młynu (czes. Špindlerův Mlýn) przez schronisko U Bílého Labe na Przełęcz Karkonoską[1].